# بوركهارد يونغ (سياسي)
بوركهارد يونغ هو سياسي ألماني، ولد في 7 مارس 1958 في زيغن في ألمانيا. نشط حزبياً في الحزب الديمقراطي الاجتماعي الألماني. وقد انتخب عمدة لايبزيغ (2006 – ).

## وصلات خارجية
- بوركهارد جونغ على موقع مونزينجر (الألمانية)